# كاتالينا باور
كاتالينا باور (بالإسبانية: Catalina Bauer)‏ هي رسامة أرجنتينية، ولدت في 15 سبتمبر 1976 في بوينس آيرس في الأرجنتين.